# Gedenknaald Brants-Hartsen
De gedenknaald Brants-Hartsen is een gedenkteken in Bennebroek ter nagedachtenis aan het echtpaar Brants-Hartsen.

## Achtergrond
Koopman Mattheus Pieter Brants (1779-1829) en zijn vrouw Agatha Petronella Hartsen (1784-1835) kochten in 1816 het landgoed de Hartekamp onder Heemstede. Na hun overlijden werd een gedenkteken gemaakt in het Atelier Ch. Sigault & Zoon in Amsterdam, dat werd geplaatst op het landgoed.
In 1900 lieten dochter Anna Maria Brants (1817-1901), hofdame van koningin Sophia, en haar man Barthold Arnold baron van Verschuer (1809-1901), oud-Eerste Kamerlid, in Bennebroek woningen bouwen voor hulpbehoevende bejaarden. De obelisk werd -vermoedelijk in 1994- verplaatst naar het hofje van de Van Verschuer-Brants Stichting.

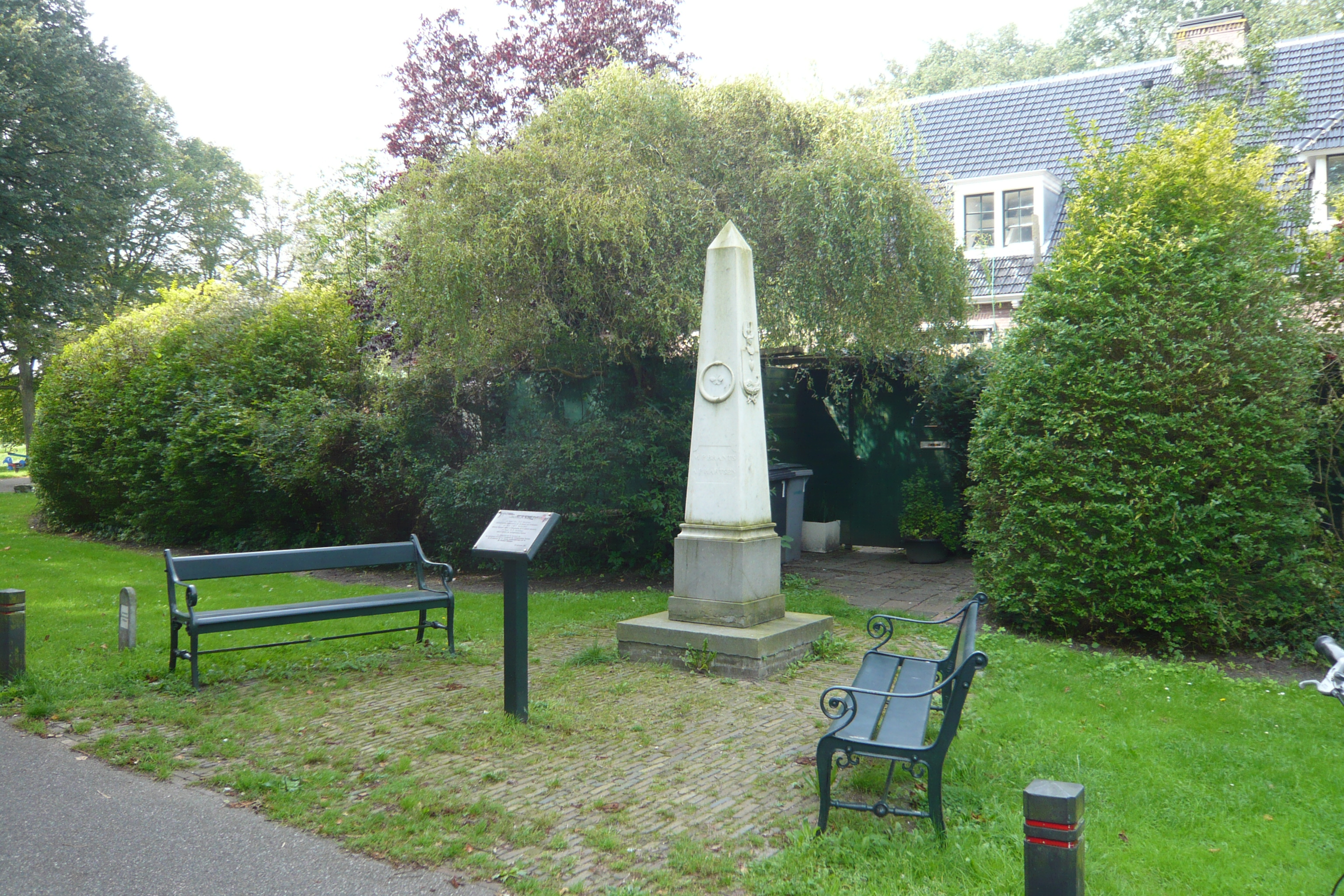
Het monument in 2011

## Beschrijving
Het monument bestaat uit een staande obelisk op een kort, vierkant voetstuk. Aan de voorzijde is in reliëf een ouroboros geplaatst, met in het midden een vlinder, symbolen van wedergeboorte en eeuwigheid. Daaronder de namen M.P. Brants en A.P. Hartsen. Aan de linkerzijde is op een ovaal schild het wapen van de familie Hartsen (drie zwijnskoppen) afgebeeld, aan de rechterzijde het wapen van de familie Brands (een walvis onder een brandend hart).

## Waardering
Het grafmonument werd in 1996 als rijksmonument in het Monumentenregister opgenomen. "Het gedenkteken is van algemeen belang uit cultuur- en architectuurhistorisch oogpunt als onderdeel van het beschreven complex."